# Карфулении
Карфулениите (gens Carfulena) са плебейска фамилия от Древен Рим.
От фамилията е познат само Децим Карфулен, който служи при Юлий Цезар в Гражданската война 47 пр.н.е. През 44 пр.н.е. е народен трибун.
Убит е в Битката при Мутина през 43 пр.н.е.